# Gustav Müller (Politiker, 1898)
Gustav Müller (* 31. August 1898 in Essen; † 24. Oktober 1970) war ein deutscher Politiker der CDU.

## Ausbildung und Beruf
Gustav Müller absolvierte nach der Obersekunda-Reife eine Lehre als Schneider in Dresden. 1924 trat er in das väterliche Geschäft ein. 1950 wurde er Kreishandwerksmeister.

## Politik
Müller war ab 1951 Mitglied der CDU. Ratsherr der Stadt Essen war er von 1952 bis 1962.
Gustav Müller war vom 21. Juli 1962 bis zum 23. Juli 1966 direkt gewähltes Mitglied des 5. Landtages von Nordrhein-Westfalen für den Wahlkreis 066 Essen VII.